# Corema
Corema es un género con dos especies de fanerógamas perteneciente a la familia Ericaceae.

## Descripción
Son arbustos dioicos, densamente ramificados. Tallos erectos de hasta 75(100) cm; ramas verticiladas, ± erectas; ramillas tomentoso-grisáceas. Corteza rugosa, parda-obscura o grisácea. Hojas alternas, revolutas. Flores masculinas dispuestas en fascículos ± condensados y terminales; las femeninas solitarias o geminadas. Sépalos 3. Pétalos 3, en las flores masculinas generalmente reducidos o inexistentes. Estambres 3, exertos; anteras introrsas. Ovario trilocular; estilo cilíndrico; estigma trífido, exerto. Fruto en drupa, blanca o rosada. Semillas con dos caras planas y una convexa, ésta rugosa.

## Taxonomía
El género fue descrito por (L.) D.Don ex Steud. y publicado en Nomenclator Botanicus ed. 2, 1: 419 2: 63. 1840. La especie tipo es:  Corema album (L.) D.Don ex Steud.	

## Especies
- Corema album (L.) D.Don ex Steud.
- Corema conradii (Torr.) Torr. ex Loudon